# Thymus leucotrichus
Thymus leucotrichus — вид рослин родини глухокропивові (Lamiaceae), поширений у східному Середземномор'ї.

## Опис
Утворює килимки. Квіткові стебла підняті, до 6 см заввишки. Листки лінійно-ланцетні, завдовжки 4–9.5 мм, густо запушені. Приквітки широко еліптично-яйцеподібні, зазвичай пурпурові біля основи. Квіти 6–8 мм завдовжки, від пурпурових до рожево-бузкових, у головоподібних колосках.

## Поширення
Поширений у Болгарії; Греції, Туреччині, Лівані.
Населяє гірські степи й кам'янисті схили; до 3000 м н.р.м.